# Bendigo
Bendigo (1854–1891: Sandhurst) – miasto w Australii, w stanie Wiktoria, około 150 km na północ do Melbourne. Jest to czwarte co do wielkości miasto stanu Wiktoria po Melbourne, Geelong i Ballarat. 
W 2021 roku mieszkały w nim 103 034 osoby.

## Etymologia
Nazwa miasta pochodzi prawdopodobnie od nazwy nadanej w 1848 roku pobliskiej rzece – Bednego. Nazwa ta pochodziła prawdopodobnie od pseudonimu boksera Williama Thompsona z Nottingham – Abednego. Według niektórych źródeł w tym samym czasie w Bendigo mieszkał pięściarz, który przyjął pseudonim „Bendigo”.

## Historia
Miasto Bendigo założono w 1851 roku, cztery lata później uzyskało status municipal district. W 1863 roku stało się hrabstwem, a w 1871 roku otrzymało status city. 
Miasto rozwinęło się na fali gorączki złota, które odkryto w 1851 roku rzece Bendigo Creek. W mieście osiedlali się imigranci z Wielkiej Brytanii, Niemiec, Chin oraz Stanów Zjednoczonych. Populacja w 1854 roku wynosiła prawie 15 i pół tysiąca osób. W tym samym roku nazwa Bendigo została zastąpiona Sandhurst, na cześć Sandhurst College. 
W 1862 roku miasto zostało połączone linią kolejową z Melbourne. W 1858 roku w mieście powstał szpital, istniały wówczas także muzeum, teatr, przedsiębiorstwo wodociągowe, trzy redakcje gazet, cztery odlewnie, dwa browary, młyn oraz ponad 50 hoteli. W 1890 roku w mieście rozpoczęły funkcjonować tramwaje. W 1891 roku przywrócono nazwę Bendigo. W latach 90. XIX wieku w mieście otwarto fabrykę napojów gazowanych Tarax.
W związku ze spadkiem wydobycia złota, na przełomie 1910 i 1911 roku populacja Bendigo spadła o 42%. W dwudziestoleciu międzywojennym w mieście otwarto warsztaty kolejowe oraz fabryki odzieży i tekstyliów. W 1941 roku powstała fabryka amunicji. Kopalnie złota zakończyły działalność w 1955 roku.
7 kwietnia 1994 roku do miasta włączono Marong, Eaglehawk, oraz hrabstwa Huntly i Strathfieldsaye. Powstało wówczas City of Greater Bendigo.

## Gospodarka
W mieście rozwinęło się rolnictwo i przemysł spożywczy. Prowadzona jest hodowla zwierząt (drobiu i owiec) oraz owoców, warzyw i zbóż. Produkcja obejmuje także nabiał oraz odzież, ceramikę, żelazo i broń.
Od połowy XIX wieku w okolicach miasta rozwinęło się winiarstwo, wytwarzane jest głównie wino czerwone.

## Sport
W lipcu 2011 roku w Bendigo odbył się pierwszy w historii turniej rankingowy w snookerze – Australian Open. W finale Stuart Bingham pokonał 9-8 Marka Williamsa.
Do 2014 roku w mieście istniał klub futbolu autralijskiego Bendigo Gold Football Club. W 1861 roku w Bendigo założono Sandhurst Football Netball Club.
W Bendigo rozgrywane są wyścigi konne Bendigo Cup, jeden z najważniejszych wyścigów konnych w Australii.

## Turystyka
Atrakcjami turystycznymi miasta są:
- zabytkowa kopalnia złota z połowy XX wieku (Central Deborah Goldmine) udostępniająca do zwiedzania pokłady położone kilkadziesiąt metrów pod powierzchnią ziemi,
- zabytkowy tramwaj,
- katolicka katedra Najświętszego Serca (ang. Sacred Heart), zbudowana z piaskowca, trzecia pod względem wielkości katedra w Australii i jedna z największych na południowej półkuli. Zbudowana w latach 1896–1908 (wieża w latach 1954–1977),
- galeria sztuki Bendigo Art Gallery[3].

## Współpraca
- Penzance, Wielka Brytania
- Los Altos, Stany Zjednoczone
- Tianshui, Chińska Republika Ludowa

## Galeria

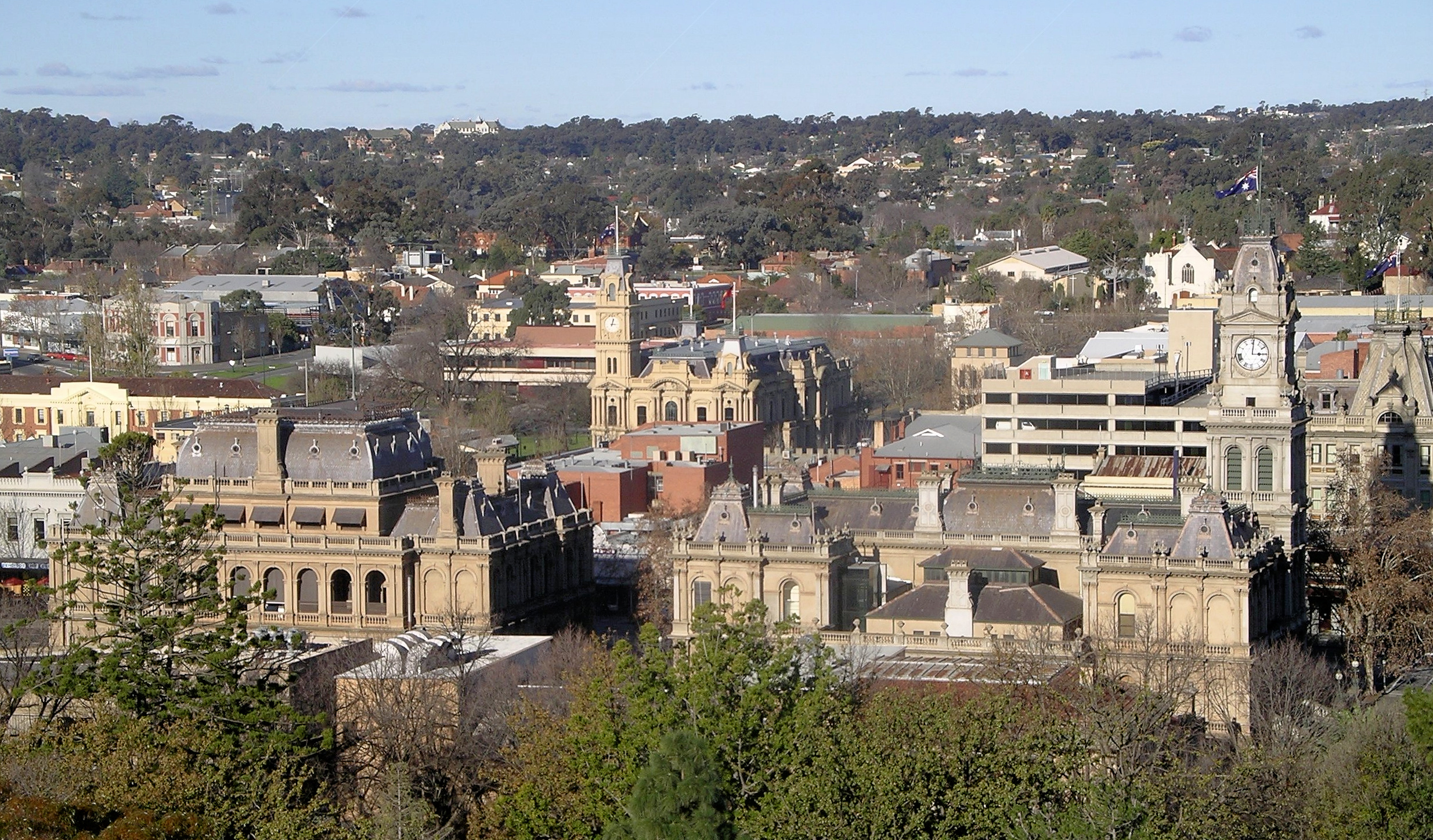
Centrum Bendigo
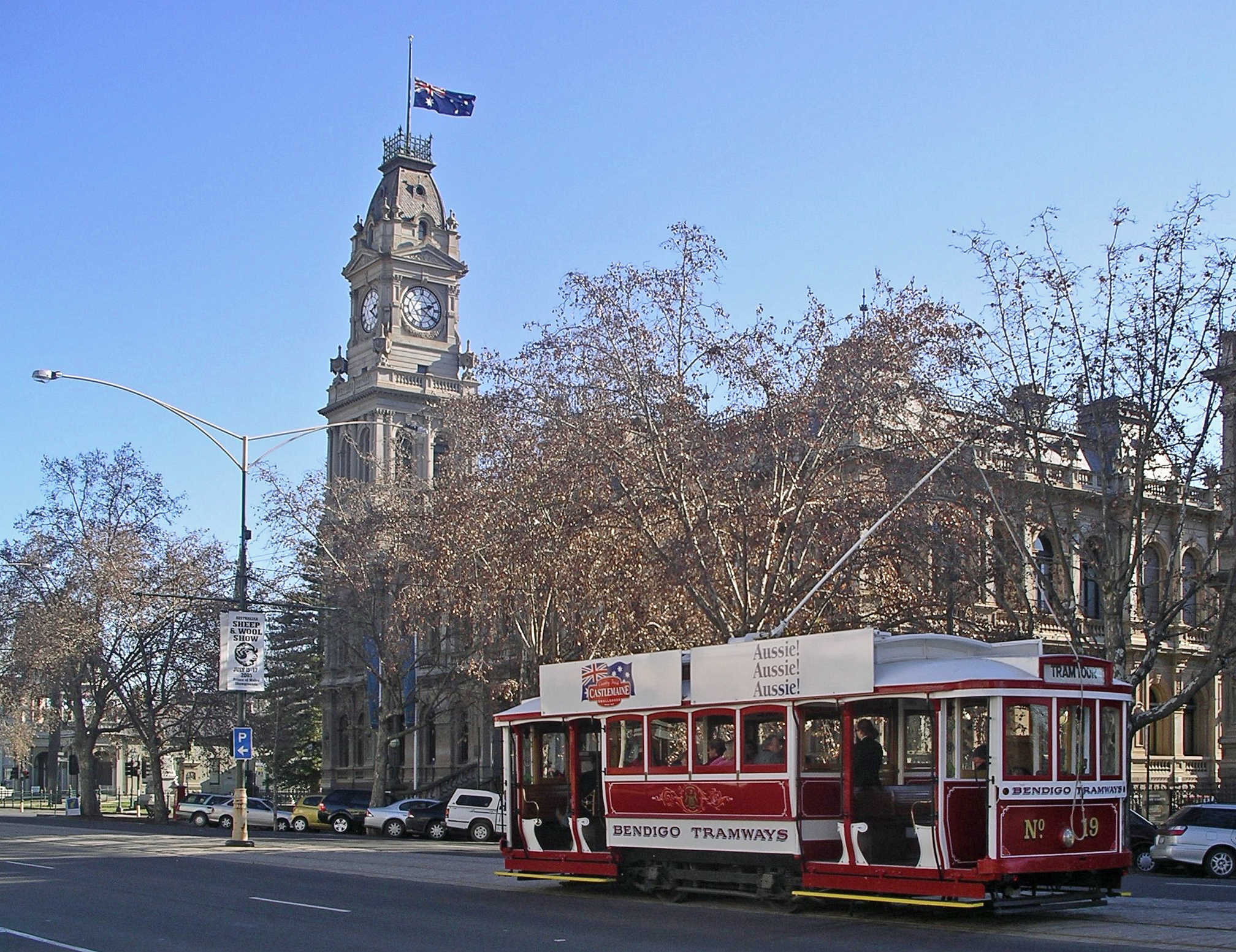
Zabytkowy tramwaj
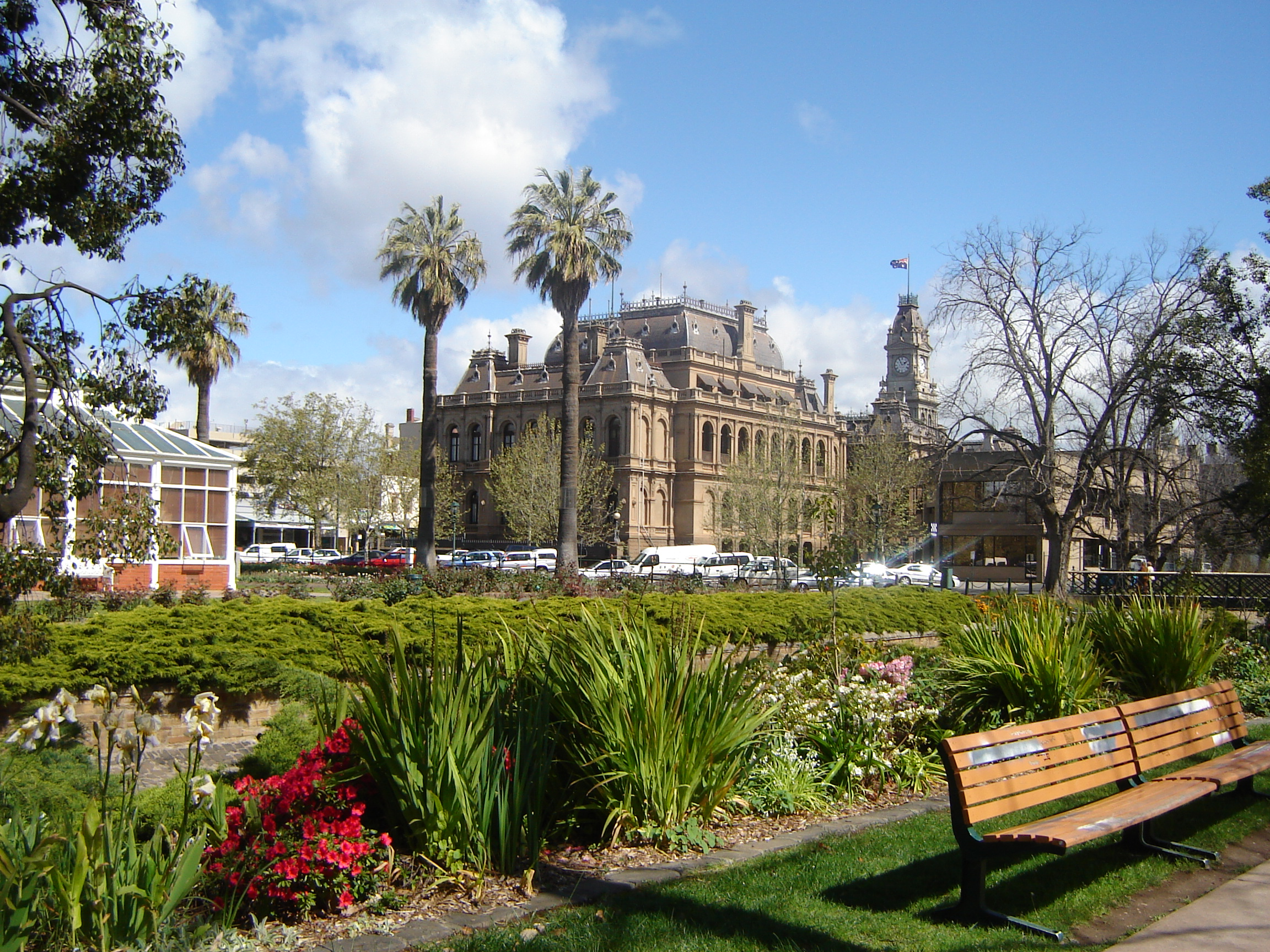
Budynek sądu